# Xenopus borealis
Xenopus borealis é uma espécie de anfíbio da família Pipidae.
Pode ser encontrada nos seguintes países: Quénia, Tanzânia e possivelmente em Uganda.
Os seus habitats naturais são: campos de altitude subtropicais ou tropicais, rios, lagos de água doce, lagos intermitentes de água doce, marismas de água doce, marismas intermitentes de água doce, pastagens e lagoas.